# Хронологія рекордів Європи з шосейного бігу на 5 кілометрів серед жінок
Рекорди Європи з бігу на 5 кілометрів визнаються Європейською легкоатлетичною асоціацією з-поміж результатів, показаних європейськими легкоатлетками на шосейній дистанції, за умови дотримання встановлених вимог.
Європейська легкоатлетична асоціація почала ратифікацію рекордів Європи у цій дисципліні з 1 січня 2019.
Ведеться паралельна статистика рекордів, показаних у суто жіночих (англ. women only) забігах, та тих, що показані у змішаних (англ. mixed) забігах.

## Хронологія рекордів

### Змішані забіги
| Результат                             | Атлетка                 | Місто змагань | Дата змагань | Примітки | Відео            |
| ------------------------------------- | ----------------------- | ------------- | ------------ | -------- | ---------------- |
| 14.39                                 | Діане ван Ес Нідерланди | Фонв'єй       | 09.02.2025   | [ 1 ]    |                  |
| 14.32                                 | Надя Баттоклетті Італія | Токіо         | 03.05.2025   | [ 2 ]    | Відео на YouTube |
| 0 років, 0 днів від дати встановлення |                         |               |              |          |                  |

### Жіночі забіги
| Результат                              | Атлетка                 | Місто змагань | Дата змагань | Примітки    | Відео |
| -------------------------------------- | ----------------------- | ------------- | ------------ | ----------- | ----- |
| 14.44                                  | Сіфан Гассан Нідерланди | Фонв'єй       | 17.02.2019   | [ 3 ] [ 4 ] |       |
| 6 років, 75 днів від дати встановлення |                         |               |              |             |       |